# Henrik Gude
Henrik Gude (født 1703 i Rendsborg, død 21. maj 1782) var en dansk officer.
Han var født i Rendsborg som søn af derværende borgmester Claus Clausen Gude, blev 1725 fændrik i Prins Christians gevorbne Infanteriregiment, 1726 sekondløjtnant, 1733 premierløjtnant og samme år forsat til Landkadetkompagniet, 1740 kaptajn, 1742 major, 1747 forsat til fynske gevorbne Infanteriregiment (1749 Kronprinsens Regiment) og her 1752 oberstløjtnant, 1758 oberst. 1760 blev Gude, der havde ord for at være en streng og myndig soldat, udnævnt til chef for Drabantgarden og tillige for Landkadetkompagniet. Som leder af sidstnævnte institution indlagde han sig overordentlig fortjeneste. Mænd som W.H.F. Abrahamson m.fl., der var kadetter før og efter Gudes ankomst til kompagniet, kunne ikke finde ord stærke nok til på den ene side at fremhæve den utrolige vankundighed og råhed, der da herskede mellem kadetterne, på den anden side at berømme den pædagogiske indsigt og det reformatoriske snille, som Gude i forbindelse med human og uegennyttig optræden lagde for dagen ved rensningen af denne «Augiasstald». Frugten af Gudes omfattende reformer – af hvilke her kun skal nævnes den rent ydre, at det lykkedes ham at få landkadetterne udskilte fra søkadetterne af det hidtilværende fælles hjem på Søkadetakademiet og et Landkadetakademi indrettet i det Brockdorffske Palæ – gik dog for en del til spilde ved, at regeringen dels lod ham forblive i posten, til han havde overlevet sig selv, dels flere gange afbrød hans virksomhed, medens han stod i sin fulde kraft. I 1762 kommanderede han således i. norske feltregiment ved hæren i Mecklenburg, og fra 1764-66, i hvilket sidste år han udnævntes til generalmajor, var han kommandant i Glückstadt og chef for Dronningens Livregiment. Da Struensee i sin sidste regeringsmåned gjorde ham til kommandant i København, var det vel nok meningen, at han skulle agere bussemand, men han var allerede dengang så legemlig affældig, at det kun kunne opfattes som grovkornet satire, når generalfiskal Frederik Vilhelm Wivet i sit aktionsindlæg mod Struensee betegnede Gude som "en Mand, der med Stemme og Mine skulde kunne kyse den hele By". Han arresteredes 17. januar 1772, men kom kort efter på fri fod. 1774 ved Arveprinsens bryllup blev han generalløjtnant, 1777 hvid ridder, 1779 afgik han fra Landkadetkompagniet (Drabantgarden var nedlagt 1763) med sin fulde gage som pension.
Gude, der 1750 havde ægtet enken efter pastor Nicolaus Heinrich Wittmach (død 1731), men var blevet enkemand 1763, tog efter sin afsked ophold i Rendsborg hos søstersønnen, oberstløjtnant Frants Henrik Hesselberg, som blev hans universalarving. Han døde 21. maj 1782. Af Abrahamsons minderuner over den afdøde hædersmand bør, under hensyn til de løse påsagn i Charlotte Dorothea Biehls breve, her gives plads til linjen: «Glemmer jeg at hædre din Amindelse, glemmer min Tunge at tale, min Pen at skrive».